# Scythrididae
Famille
Les Scythrididae sont une famille de lépidoptères.

## Genres
Aeraula – Apostibes – Areniscythris – Arotrura – Asymmetrura – Bactrianoscythris – Belophora – Butalis – Castorura – Catascythris – Coleophorides – Colinita – Copida – Enolmis – Episcythris – Eretmocera – Erigethes – Exodomorpha – Falkovitshella – Furcuncaria – Galanthia – Haploscythris – Leuroscelis – Mapsidius – Necrothalassia – Neoscythris – Novuncaria – Paralogistis – Parascythris – Rhamphura Rubioia – Scythris – Staintonia – Synacroloxis.